# Menetou-Salon
Menetou-Salon ist eine französische Gemeinde im Département Cher, in der Region Centre-Val de Loire. Die Gemeinde liegt etwa 16 km nördlich von Bourges auf einer Höhe von 210 m. Die 1618 Einwohner (Stand 1. Januar 2022) werden Monestrosaloniens genannt. Menetou-Salon verfügt über eine Fläche von 37,66 km².

## Bevölkerungsentwicklung
| Jahr                       | 1962 | 1968 | 1975 | 1982 | 1990 | 1999 | 2006 | 2016 |
| Einwohner                  | 1388 | 1309 | 1334 | 1477 | 1600 | 1661 | 1690 | 1622 |
| Quellen: Cassini und INSEE |      |      |      |      |      |      |      |      |

## Sehenswürdigkeiten

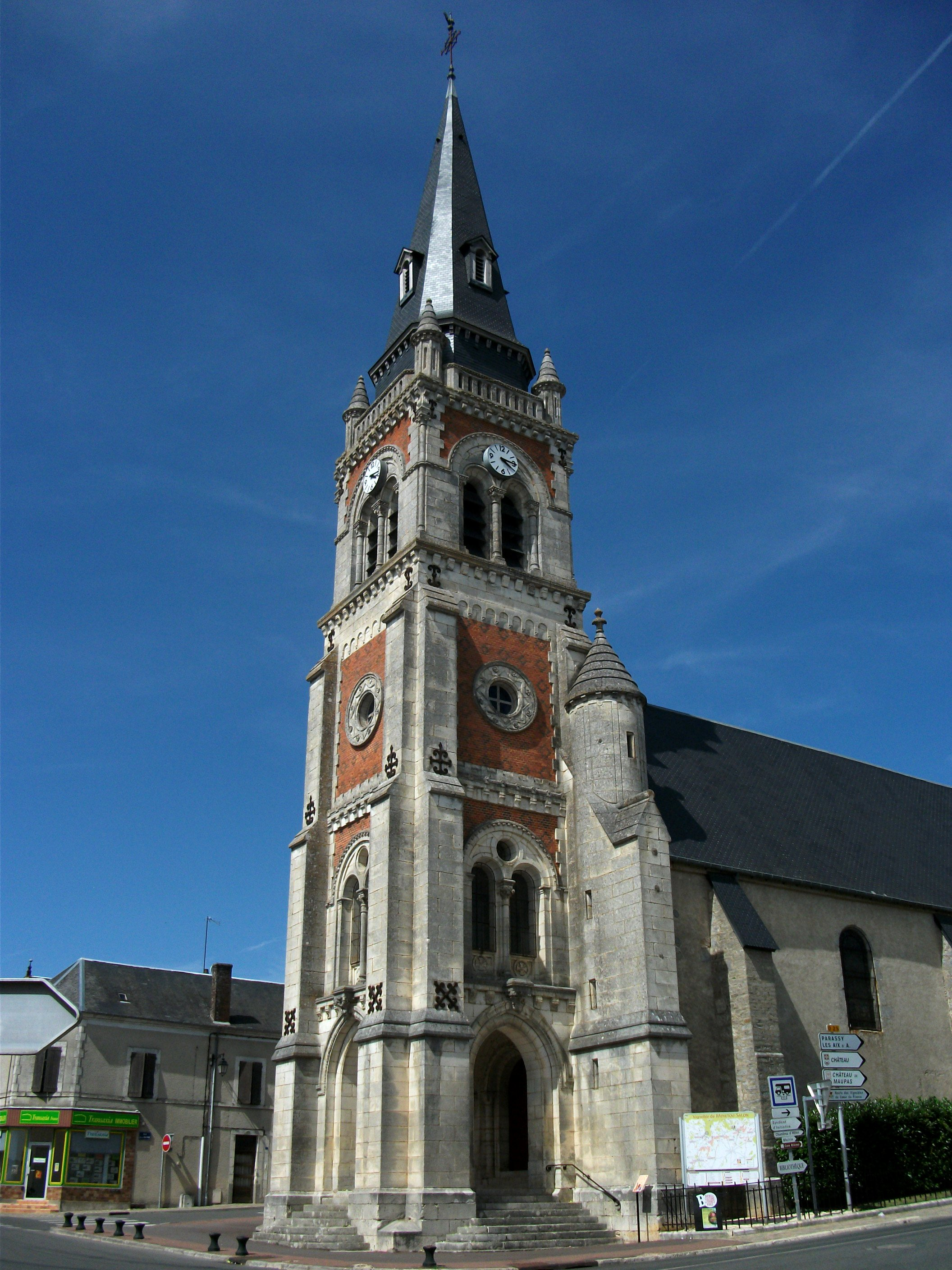
Kirche Saint-Pierre

- Kirche Saint-Pierre

## Weinbau in Menetou-Salon
Die Geschichte des Weinbaus von Menetou-Salon ist sehr alt. Dokumente aus dem Jahr 1063 belegen bereits Schenkungen von Weinbergen an das bedeutende Kloster Saint-Sulpice-lès-Bourges. Die Nähe zur Stadt Bourges sowie die für den Weinbau günstigen Kalksteinböden, die ähnlich wie im 30 km entfernt gelegenen Sancerre sind, wirkten sich begünstigend auf die Entwicklung des Weinbaus aus. Heute sind 487 Hektar von insgesamt 1090 Hektar zugelassenen Reblands bestockt. Die Fläche verteilt sich auf die zehn Gemeinden Menetou-Salon, Aubinges, Morogues, Parassy, Pigny, Quantilly, Saint-Céols, Soulangis, Vignoux-sous-les-Aix und Humbligny. Der Wein verfügt seit dem 23. Januar 1959 über den Status einer Appellation d’Origine Contrôlée (AOC). 90 Winzer, von denen sechs hauptberuflich im Weinberg arbeiten, teilen sich die Rebfläche. Das Gebiet gehört zum Weinbaugebiet Val de Loire.
Die Weißweine, die ca. 64 % der jährlichen Weinproduktion von ungefähr 21.000 hl ausmachen, werden aus der Rebsorte Sauvignon Blanc (305 ha Rebfläche) gekeltert. Es handelt sich um frische, würzige Weine, die jung getrunken werden sollten.
Die Rotweine (34 % der Produktion) und die Roséweine (2 %) werden aus der Rebsorte Pinot Noir (182 ha Rebfläche) vinifiziert. Beide Weine sind fruchtig und delikat und sollten ebenfalls jung getrunken werden. Die Rotweine können auch gekühlt bei ca. 12 bis 14 °C getrunken werden.

## Persönlichkeiten
- Émile-Louis Julhès (1855–1895), Ballonfahrer und Pionier der Luftfahrt im ausgehenden 19. Jahrhundert